# Киклади
37° 00′ С; 25° 06′ И / 37.00° С; 25.10° И
Киклади (грч. Κυκλάδες) су острвље у јужном делу Егејског мора, југоисточно од обале грчког копна, а у близини већег острва Евбеје и обале Атике. Киклади су сви у оквиру државе Грчке и сви су до 2011. године били устројени у оквиру једног округа — периферије Киклади у оквиру Периферији Јужни Егеј, која је тада подељена на 8 округа. Управно средиште префектуре био је најважнији град острвља Киклади, Ермополи на Сиросу.
Кикладе чини велики број релативно малих острва — чак 220, од чега је велики број мали и ненасељен (погледати Мања острва Санторинија и Мали источни Киклади).
Најзначајнија острва су:
| - Аморгос - Анафи - Андрос - Антимилос - Антипарос - Делос - Јарос - Иос | - Кеа - Кимолос - Китнос - Макронисос - Милос - Миконос - Наксос - Парос | - Санторини - Серифос - Сифнос - Сикинос - Сирос - Тинос - Тиразија - Фолегандрос |

## Порекло имена
Киклади су добили име по грчкој речи „око“ или „около“ (грч. κυκλάς), а која је означавала сва острва „око“ острва Делос, светог у доба антике.

## Природне одлике
Киклади су острвље у средишњем делу Егејског мора, југоисточно од обале грчког копна, а у близини већег острва Евбеје и обале Атике. Истоимена префектура је једна од острвских префектура у Грчкој. Јужно од Киклада налази се Крит.
Највеће острва Киклада је Наксос, а већа су: Андрос, Милос и Парос.
Сва острва су планинска, често каменита и сушна. Једино су мање котлине и долине плодне и зелене током целе године.
Клима на Кикладима је средоземна. Острва спадају у сушни део Грчке, где су лета дуга и жарка, без већих падавина, док су зиме благе. Богатство подземних вода зависи од близине копна, па се ка југу осећа све већи недостатак воде.
Биљни и животињски свет је онај типичан за Средоземље. Због ограничене доступности воде, доминира узгајање маслине и винове лозе. У наводњаваним подручјима гаје се и агруми, кромпир и дуван.

## Историја
За Кикладе је необично важно раздобље касне праисторије, тзв. Кикладска цивилизација, зависна и блиска Критској. Обе цивилизације пропале су после велике ерупције вулкана на Санторинију, који уништио већи део овог острва. Иза Кикладске цивилизације су данас остале бројне фигурине-идоли, везане за загробни живот. Ове фигурине, нађене у 19. веку, имале су велики утицај на модерно вајарство (Бранкуши).
Током старе Грчке Киклади су били организовани у низ малих, али важних полиса. За поједина острва везани су и важни појмови, попут Делоског савеза. После тога острвљем је влада стари Рим, а затим и Византија. 1204. г. после освајања Цариграда од стране Крсташа Киклади потпадају под власт Млечана, под којима остају вековима, до средине 16. века. Дуга владавина Млечана оставила је једну посебност месног становништва, а то је велики постотак Грка-католика и дан-данас на неким острвима (Сирос, Тинос).
Нови господар Кикладима било је османско царство. Власт османлија због посебног положаја Киклада није била претерано крута и имала је особине месне аутономије. Постојање аутономије и католички елемент у становништву били су главни чинилац невеликог учествовања месног становништва у Грчком устанку 20их година 19. века, што је острва спасило већег разарања. Захваљујући томе после стварања савремене грчке државе Киклади, као његов део, били су веома привлачни за нове грчке досељенике и брзо су се развијали захваљујући свом положају „поморских врата ка Истоку“. Међутим, у 20. веку, после ширења Грчке и губљења ове погодности, Киклади губе на значају и полако долази до исељавања, махом сеоског становништва. Последњих деценија ово је заустављено развојем туризма.

## Становништво
Киклади као важна туристичка област у Грчкој имају висок раст становништва, чине се полако поправља демографско стање направљено у првој половини 20. века, када се велики број острвљана одселио на копно (највише у Атину) или у иностранство. Доминира градско становништво. Неколико великих острва су најгушће насељена и ту живи највећи део становништва префектуре.

## Привреда
Данас су Киклади спадају у најпривлачнија туристичка одредишта на Средоземљу, а нека су постала статусни симболи (Миконос, Санторини). Због тога туризам последњих деценија чини најважнију привредну делатност.
Традиционално поморство је и даље је раздвојено, али се све више окреће ка потребама туриста. Слично је и са традиционалним занатима, који су све више везани за израду сувенира.
Због ограничене доступности воде и голог рељефа пољопривреда никада није била доминантно занимање острвљана, али је узгајање маслине и винове лозе било и остало традиционално. У наводњаваним подручјима гаје се и агруми и дуван.